# Буало-Нарсежак
Буало́-Нарсежа́к (фр. Boileau-Narcejac) — коллективный псевдоним творческого тандема, который составляли два французских писателя — Пьер Луи Буало́ (фр. Pierre Louis Boileau; 28 апреля 1906, Париж, Франция — 16 января 1989, Больё-сюр-Мер) и Тома́ Нарсежа́к (фр. Thomas Narcejac; при рождении Пьер Робе́р Эро́, Pierre Robert Ayraud; 3 июля 1908, Рошфор-сюр-Мер — 7 июня 1998, Ницца).

## Пьер Буало
Пьер Луи Буало родился 28 апреля 1906 года в Париже.
Именно он первым стал известен как писатель. В 1932 году в журнале «Чтение для всех» появились рассказы, герой которых — сыщик Андре Брюнель — затем перекочевал в роман Буало «Дрожащий Пьер» (1934).
Четвертая книга Буало — «Отдых Вакха» — в 1938 году получила приз французского конкурса приключенческих романов (фр. Prix du Roman d'Aventures) как лучший детектив года.
В этом же году начал писать Пьер Робер Эро (фр. Pierre Robert Ayraud) — будущий Тома Нарсежак.

## Пьер Робер Эро (Тома Нарсежак)
Пьер Робер Эро родился 3 июля 1908 в Рошфор-сюр-Мере.
До конца 40-х годов XX века преподавал философию (был профессором университета), написал ряд философских работ. В 1947 году выпустил книгу «Эстетика детективного жанра», куда вошла, в частности, критика творчества уже известного на тот момент писателя Пьера Буало. После того, как сам Буало прочитал эту книгу, между ним и Эро завязалась переписка.

## Встреча. Совместное творчество
В 1948 году, на церемонии вручения Нарсежаку приза за лучший приключенческий роман (за «Смерть в отъезде») писатели познакомились, а через некоторое время стали писать детективы вместе, образовав знаменитый творческий тандем «Буало-Нарсежак».
Что касается псевдонима Пьера Эро, то существует версия, что псевдоним был взят «в память о мальчике и его рыбалках на речке Нарсежак близ деревни Тома».
Датой начала совместной творческой деятельности «Буало-Нарсежака» является 1951 год — год выхода романа «Призрачная охота».
Всего же Буало-Нарсежак создали почти за сорок лет свыше пятидесяти детективных романов и повестей.
Помимо детективов, ими написаны 37 «обычных» романов, 5 романов серии об Арсене Люпене, продолжающих повествование о похождениях «джентльмена-грабителя», героя произведений Мориса Леблана, 6 романов «для юношества», два сборника рассказов, а также сборник «Узурпация личностей» (1959). Сборник состоит из пастишей (жанр, к которому больше тяготел Нарсежак) на Артура Конан Дойла, Агату Кристи, Эллери Куина, Дороти Сэйерс, Гилберта Честертона, Рекса Стаута, Лесли Чартериса и др.
Буало-Нарсежак выступали и как теоретики детективного жанра — так, ими созданы сообща литературно-критические эссе под одинаковым названием «Полицейский роман» (1964 и 1975). Правда, последнее из них имеет подзаголовок «Машина, созданная в угоду читателям».
В 1966 году эссе вышло книгой. Целью исследования писателей было не только проследить историю полицейского романа, но и поставить вопрос о его проблематике, тенденциях развития, обосновать принципы «психологического детектива».
По произведениям Буало-Нарсежака снято немало фильмов, в числе режиссёров, экранизировавших их сюжеты в 50-е годы — Анри-Жорж Клузо («Дьяволицы») и Альфред Хичкок («Головокружение»).
В 1986 Буало-Нарсежак выпустили книгу о своём творчестве, которую назвали «Тандем, или Тридцать пять лет „тревожной напряженности“».
После того, как умер Буало (16 января 1989), Нарсежак написал ещё несколько книг. Умер он 7 июня 1998 года в Ницце незадолго до 90-го дня рождения. Ещё до его смерти, в 1995 году, в России начало выходить полное собрание сочинений «Буало-Нарсежака».

## Избранная библиография

### Пьер Буало
- Дрожащий Пьер фр. La Pierre qui tremble. Париж: Éditions de France. — Серия À ne pas lire la nuit. — № 36. — 1934.
- фр. La Promenade de minuit, Paris, Éditions de France. — Серия À ne pas lire la nuit № 50. — 1934.
- Отдых Вакха фр. Le Repos de Bacchus. Париж: Librairie des Champs-Élysées. — Серия Le Masque. — № 252. — 1938.
- Шесть преступлений без убийцы фр. Six crimes sans assassin. Париж: Éditions de France. — Серия À ne pas lire la nuit. — № 134. — 1939.
- Три клошара фр. Les Trois Clochards. Париж: Fayard. — 1945.
- Убийца приходит с пустыми руками фр. L'assassin vient les mains vides. — France-Soir. — 1945.
- Свидание Пасси фр. Les Rendez-vous de Passy. Париж: Librairie des Champs-Élysées. — Серия Le Masque № 398. — 1951.

### Тома Нарсежак
- фр. L'assassin de minuit, Париж: Athéné. — Серия La Mauvaise Chance № 3. — 1945.
- фр. La police est dans l'escalier, Париж: Portulan. — Серия La Mauvaise Chance № 16. — 1946.
- Эстетика детективного жанра. — 1947.
- фр. La Nuit des angoisses, Париж: S.E.P.E. — Серия Le Labyrinthe . — 1948.
- Смерть в отъезде фр. La mort est du voyage, Париж: Librairie des Champs-Élysées, Серия Le Masque № 355. — 1948.
- фр. Faut qu'ça saigne, Париж: Édition Scorpion. — Серия Les Gants noirs. — 1948, в соавт. с Terry Stewart.
- фр. Slim entre en scène, Париж: Amiot-Dumont. — Серия L’As de pique № 2. — 1949, в соавт. с Terry Stewart под псед. John Silver Lee.
- фр. Slim n'aime pas le mélo, Париж: Amiot-Dumont. — Серия L’As de pique № 4. — 1949.
- фр. Le ciel est avec Slim, Париж: Amiot-Dumont. — Серия L’As de pique № 6. — 1949.
- фр. La Colère de Slim, Париж: Amiot-Dumont. — Серия L’As de pique № 9. — 1949.
- фр. Slim a le cafard, Париж: Amiot-Dumont. — Серия L’As de pique № 11. — 1949.
- фр. Slim chez Tito, Париж: Portulan. — Серия L’Empreinte. — 1950.
- фр. Slim et les soucoupes volantes, Париж: Portulan. — Серия L’Empreinte. — 1950.
- фр. Le Goût des larmes или фр. Dix de der, Париж: Portulan. — Серия L’Empreinte. — 1950.
- фр. Le Mauvais Cheval, Париж: Presses de la Cité. — 1951.
- фр. Liberty Ship, Париж: Presses de la Cité. — 1952.
- фр. Une seule chair, Париж: Presses de la Cité. — 1954.
- фр. Le Grand Métier, Париж: Presses de la Cité. — 1955.
- фр. Libertalia ou le Pirate de Dieu, Париж: Presses de la Cité. — 1979.

### Совместные произведения
| Год  | Оригинальное название                                     | Название                    | Тип  | Экранизация                                                              |
| ---- | --------------------------------------------------------- | --------------------------- | ---- | ------------------------------------------------------------------------ |
| 1951 | L’ombre et la proie                                       | Призрачная охота            |      |                                                                          |
| 1952 | Celle qui n'était plus                                    | Та, которой не стало        |      | Дьяволицы (1954) Круг обречённых (1991) Дьяволицы (1996)                 |
| 1953 | Les Visages de l’ombre                                    | Лица в тени                 |      | Faces in the Dark (1960)                                                 |
| 1954 | D’entre les morts                                         | Из мира мёртвых             |      | Головокружение (1958) La présence des ombres (1995)                      |
| 1955 | Les Louves                                                | Волчицы                     |      | Les Louves (1956) Les Louves (1986, т/ф) Волчицы (1992)                  |
| 1956 | Le Mauvais Œil                                            | Дурной глаз                 |      |                                                                          |
| 1957 | Au bois dormant                                           | Замок спящей красавицы      |      | Au bois dormant (1975, т/ф)                                              |
| 1957 | Les magiciennes                                           | Фокусницы                   |      | Les Magiciennes (1960)                                                   |
| 1958 | L’ingénieur aimait trop les chiffres                      | Инженер слишком любил цифры |      | L’ingénieur aimait trop les chiffres (1989, т/ф)                         |
| 1959 | A coeur perdu                                             | С сердцем не в ладу         |      | Meurtre en 45 tours (1960) Meurtre en musique (1994) Adieu Vinyle (2023) |
| 1959 | Usurpation d’identité                                     | Узурпация личностей         | сб.  |                                                                          |
| 1961 | Malefices                                                 | Заклятие                    |      | Maléfices (1962)                                                         |
| 1962 | Maldonne                                                  | Недоразумение               |      | Madlonne (1969)                                                          |
| 1964 | Les victimes                                              | Жертвы                      |      | Les Victimes (1996)                                                      |
| 1964 | Le Roman policier (essai théorique sur le genre policier) | Полицейский роман           | эссе |                                                                          |
| 1965 | Et mon tout est l’homme                                   | Человек-шарада              |      | Расчлененное тело (1991)                                                 |
| 1967 | La mort a dit: peut-etre                                  | Смерть сказала: может быть  |      |                                                                          |
| 1968 | Telecrime                                                 | Убийство на расстоянии      |      |                                                                          |
| 1969 | Delirium                                                  | Белая горячка               |      |                                                                          |
| 1969 | La porte du large                                         | Морские ворота              |      |                                                                          |
| 1970 | L’ile                                                     | Остров                      |      |                                                                          |
| 1970 | Les veufs                                                 | Вдовцы                      |      | Entangled (1993)                                                         |
| 1972 | La vie en miettes                                         | Жизнь вдребезги             |      | La Vie en miettes (2011, т/ф)                                            |
| 1973 | Operation Primevere                                       | Операция Примула            |      |                                                                          |
| 1974 | Frere Judas                                               | Брат Иуда                   |      |                                                                          |
| 1975 | La tenaille                                               | В тисках                    |      |                                                                          |
| 1976 | La lepre                                                  | Проказа                     |      |                                                                          |
| 1979 | Carte vermeille                                           | На склоне лет               |      |                                                                          |
| 1980 | L’age bete                                                | Шалый возраст               |      | Comme un homme (2012)                                                    |
| 1980 | Les intouchables                                          | Неприкасаемые               |      |                                                                          |
| 1981 | Terminus                                                  | Конечная остановка          |      |                                                                          |
| 1981 | Box-office                                                | Любимец зрителей            |      |                                                                          |
| 1982 | Mamie                                                     | Тётя                        |      |                                                                          |
| 1984 | Les eaux dormantes                                        | Спящие воды                 |      | Les Eaux dormantes (1992)                                                |
| 1984 | La derniere cascade                                       | Последний трюк каскадера    |      |                                                                          |
| 1985 | Schuss                                                    | Старт                       |      |                                                                          |
| 1987 | Mister Hyde                                               | Мистер Хайд                 |      |                                                                          |
| 1988 | Champs clos                                               | Замкнутое пространство      |      |                                                                          |
| 1989 | J’ai été un fantôme                                       | Я была привидением          |      |                                                                          |
| 1990 | Le soleie dans la main                                    | Солнце в руке               |      |                                                                          |
| 1988 | Le contract                                               | Контракт                    |      |                                                                          |
| 1990 | Bonsai                                                    | Бонсаи                      |      |                                                                          |
| 1991 | La Main Passe                                             | Ловкость рук                |      | La main passe (2012, т/ф)                                                |
| 1991 | Les Nocturnes                                             | Ноктюрны                    |      |                                                                          |